# Вильгельм Вюртембергский (род. 1994)
Вильгельм Вюртембергский (англ. Wilhelm Friedrich Carl Philipp Albrecht Nikolaus Erich Maria Herzog von Württemberg, род. 13 августа 1994, Равенсбург) — немецкий предприниматель, претендент на престол Вюртемберга и глава королевского дома Вюртемберга с 2022 года.

## Происхождение
Вильгельм Вюртембергский — единственный сын Фридриха Вюртембергского (1961—2018) и Марии Цу Вид. Он родился 13 августа 1994 года в Равенсбурге, в день 83-летия со дня рождения его прабабушки Изабель, графини Парижской. Крестили через месяц 16 сентября, в церкви Альтсхаузен. Его крестными родителями были дядя по отцу Эрих фон Вальдбург цу Цайль (1962) и дядя по материнской линии Вильгельм цу Вид (1970).
Его бабушка и дедушка по отцовской линии: Карл Вюртембергский (1936—2022), претендент на престол Вюртемберга, и Диана Орлеанская (род. 1940).Ее бабушка и дедушка по материнской линии — принц Ульрих цу Вид (1931—2010) и Ильке Фишер (1936—2020).Ее дед по материнской линии, Ульрих цу Вид, был внуком Вильгельма II, последнего короля Вюртемберга, отрекшегося от престола в 1918 году.

## Семья
Отец Вильгельма, Фридрих Вюртембергский, в ноябре 1993 года женился на принцессе Марии цу Вид (Marie Prinzessin zu Wied, родилась 27 декабря 1973 года в Мюнхене), дочери принца Ульриха цу Вида и Ильке Фишер (вышла замуж в 1968 году и не принадлежала к династии Видов) и потомок последнего короля Вюртемберга.
У Вильгельма есть две младшие сестры:
- Мария Амели, герцогиня Вюртембергская (Равенсбург,11 марта 1996 г.);
- София Дороти, герцогиня Вюртембергская (Равенсбург,19 августа 1997 г.).

## Предприниматель и наследник

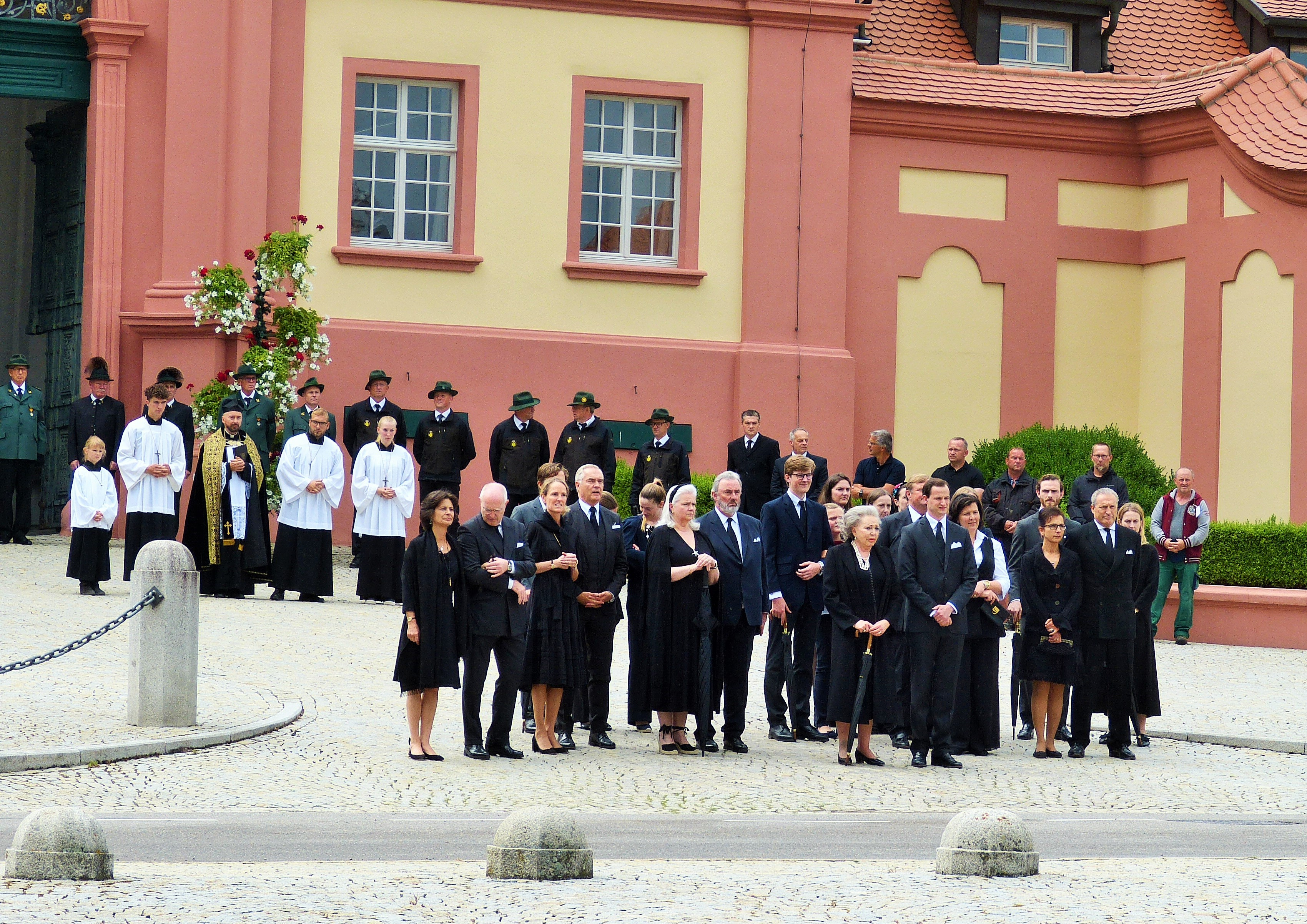
Семья покойного герцога Карла Вюртембергского. Герцог Вильгельм стоит в первом ряду рядом со своей бабушкой Дианой.

9 мая 2018 года Фридрих Вюртембергский погибает в автокатастрофе по дороге домой во Фридрихсхафен. С тех пор Вильгельм является наследником Дома Вюртемберга. Его отец начал знакомить Вильгельма с управлением семейным бизнесом (пивоварни, виноградники, леса, недвижимость). По окончании года обучения в Соединённом Королевстве, в 2019 году, он теперь управляет семейным достоянием и продолжает покровительство, установленное его дедом в рамках Herzog-Carl-Stiftung.

### Глава дома Вюртемберг
7 июня 2022 года, после смерти своего деда по отцовской линии, Вильгельм Вюртембергский стал в возрасте 27 лет претендентом на трон Вюртемберга. Его наследником является его дядя герцог Эберхард Вюртембергский.

## Награды
После вступления на пост главы Дома Вюртемберга в 2022 году Вильгельм становится Великим магистром Вюртембургских орденов:
1. Великий магистр ордена «За боевые заслуги»;
2. Великий магистр Королевского ордена Вюртемберга;
3. Великий Магистр Ордена Фридриха;
4. Государь Ордена Ольги.